# Burschenschaft Alemannia Bonn
Die Burschenschaft Alemannia ist eine farbentragende und fakultativ schlagende Studentenverbindung in Bonn. Die Burschenschaft wurde am 18. Juli 1844 von 21 Studenten gegründet.

## Couleur und Wahlspruch
Die Alemannia trägt die Farben Schwarz-Rot-Gold mit goldener Perkussion, ihre Mitglieder tragen als Mütze einen weinroten Bonner Teller.
Ihr Wahlspruch lautet: Gott, Ehre, Freiheit, Vaterland!

## Geschichte

### Gründungsphase und Kaiserreich
Die Burschenschaft Alemannia zu Bonn ist die älteste Bonner Burschenschaft.
Die Gründer der Burschenschaft Alemannia gehörten der 1847 aufgelösten Burschenschaft Fridericia an. Sie hatten sich von dieser 1844 getrennt, um eine eigene Burschenschaft zu gründen. Aus einer weiteren Abspaltung der Fridericia entstand im Dezember 1845 die Bonner Burschenschaft Frankonia.

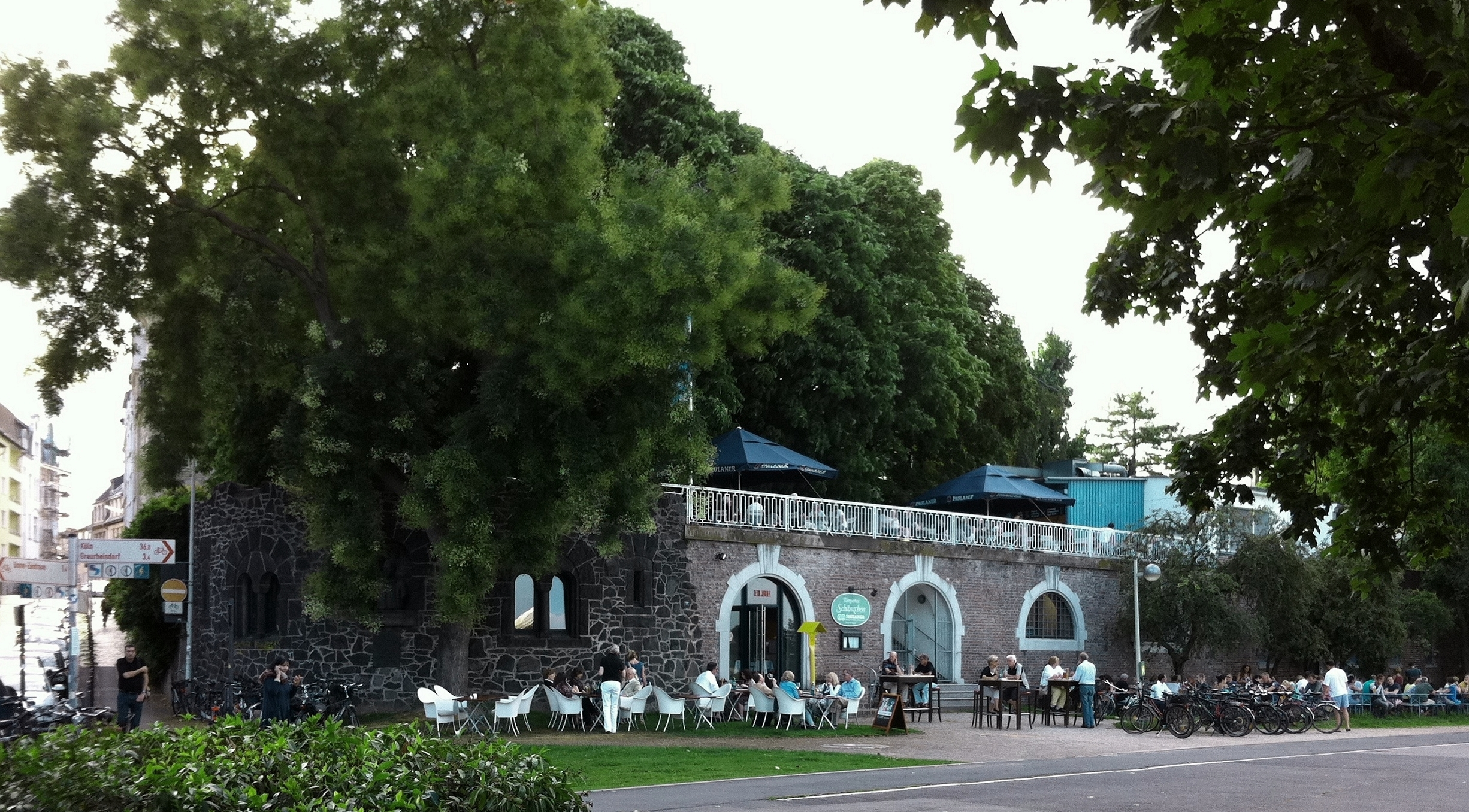
Das Schänzchen, Teil des Verbindungshauses der Alemannia Bonn.

Der Sitz der Alemannia ist die Schanze. 1884 erwarben einige Alte Herren das Schänzchen, damals eine sehr bekannte Wirtschaft weit vor den Toren der Stadt, für ihre Burschenschaft. Auf dem Grundstück wurde 1904 das Verbindungshaus der Alemannia errichtet.
Nach dem Tode Bismarcks 1898 initiierte die Bonner Studentenschaft unter Führung der Bonner Alemannen die Bismarcksäulen-Bewegung, durch welche zahlreiche Bismarcktürme entstanden.

### Weimarer Republik und Nationalsozialismus

Die Alemannia als Mitglied der Deutschen Burschenschaft (1915)

Nach dem Ersten Weltkrieg fanden die Kriegsheimkehrer das Schänzchen von britischen Soldaten besetzt. Zudem wurde ihnen ein Studium in Bonn untersagt. Als Ausweichmöglichkeit wurde die Burschenschaft Alemannia Münster ins Leben gerufen, die bald auf eigenen Füßen stand, nach dem Zweiten Weltkrieg allerdings mit den Bonner Alemannen fusionierte.
Während der Zeit des Nationalsozialismus verweigerte sich die Alemannia der Forderung seitens der Deutschen Burschenschaft (DB), gemäß den Bestimmungen der neuen Arierparagraphen ihre jüdischen und jüdisch versippten Mitglieder auszuschließen. Sie wurde daraufhin aus der Deutschen Burschenschaft ausgeschlossen. Unter dem Druck des NS-Regimes musste die Alemannia sich 1936 auflösen. Ihr Haus diente ab 1938 der Kameradschaft Bismarck als Unterkunft, die zum Teil versuchte, alemannische Tradition aufrechtzuerhalten. Im Zweiten Weltkrieg fielen 47 Alemannen und 6 Mitglieder der Kameradschaft Bismarck.

### Nachkriegszeit und aktuelle Entwicklungen
Ab 1948 wurde die Verbindung wieder aufgebaut, musste allerdings erst als Freundschaftsbund Ernst Moritz Arndt zusammenkommen. 1950 konnte die Alemannia offiziell wiedergegründet werden und trat im selben Jahr in die Deutsche Burschenschaft (DB) ein. Im Geschäftsjahr 1959/60 übernahm Alemannia den Vorsitz der Deutschen Burschenschaft.
Während die Alemannia auf dem Burschentag 1969 wegen der Aufgabe des Fechtbetriebes noch nicht bestraft wurde, wurde sie im Januar 1970 von der DB suspendiert, das heißt auf Zeit ausgeschlossen, da sie das pflichtschlagende Prinzip aufgegeben hatte. Im Juli wurde sie endgültig ausgeschlossen, aber bereits im Wintersemester 1971/72 wieder aufgenommen. Im Juni 1974 wurde der Selbstausschluss wegen Verstoßes gegen die Verfassung der DB festgestellt, erst 1975 wurde Berufung eingelegt und die Sanktion aufgehoben. 1976 wurde die Alemannia noch einmal suspendiert, die Strafe wurde schließlich 1977 aufgehoben.
1995 trat die Alemannia Bonn aus dem Verband Deutsche Burschenschaft aufgrund von Streitigkeiten über die zukünftige Zielsetzung aus. Im Wintersemester 1998/99 schloss sie sich zuletzt der Neuen Deutschen Burschenschaft an, welche sie im Dezember 2018 wieder verließ.

## Bekannte Mitglieder

### Politik und Verwaltung
- Heinrich Anz (1910–1973), Jurist und Ministerialbeamter
- Albrecht Aschoff (1899–1972), Politiker (DVP, FDP), Bundestagsabgeordneter
- Ernst Bansi (1858–1940), Kommunalbeamter und Oberbürgermeister von Quedlinburg
- Ludwig Friedrich Franz Beckhaus (1853–1936), Jurist, Landrat und Vizepräsident des Rechnungshofs des Deutschen Reiches
- Richard Bottler (1903–1985), Jurist, Diplomat, Deutscher Botschafter in Liberia und Birma
- Karl Büren (1871–1942), Verwaltungsjurist und Politiker (Nationalliberale Partei)
- Friedrich Leopold Cornely (1824–1885), Notar, Politiker
- Johann Georg Eschenburg (1844–1936), Bürgermeister von Lübeck
- Theodor Eschenburg (1853–1921), Arzt und Politiker, Mitglied der Lübecker Bürgerschaft
- Alfred Fissmer (1878–1966), Oberbürgermeister der Stadt Siegen
- Joseph Freusberg (1842–1917), Landrat und preußischer Beamter
- Gustav Ferdinand Hertz (1827–1914), Jurist und Hamburger Senator
- Otto Georg Hoffmeister (1826–1888), Jurist, Bürgermeister von Remscheid, Mitglied des Preußischen Abgeordnetenhauses
- Karl Jarres (1874–1951), Politiker (DVP)
- Hanns Jess (1887–1975), Präsident des Bundeskriminalamts, Leiter des Bundesamtes für Verfassungsschutz
- Bernhard Kaewel (1862–1917), Bürgermeister von Ruhrort, Oberbürgermeister von Schweidnitz
- Hermann Leo Knickenberg (1848–1939), Landrat im Landkreis Beckum
- Walther Koenig (1860–1922), Landrat des Kreises Zell (Mosel)
- Lutz Korodi (1867–1954), Siebenbürger Lehrer und Politiker, Abgeordneter dem ungarischen Reichstag
- Friedrich Richard Krauel (1848–1918), Diplomat, deutscher Botschafter in Argentinien und Brasilien
- Johannes Krech (1834–1915), Mitglied des Preußischen Abgeordnetenhauses, Mitglied des Bundesamtes für das Heimatwesen, Ehrenbürger von Greifswald
- Albrecht Landwehr, Bürgermeister in Vohwinkel und Wuppertal
- Karl Lehr (1842–1919), Politiker und Oberbürgermeister von Duisburg
- Julius Lenzmann (1843–1906), Jurist und linksliberaler Politiker, Reichstagsabgeordneter
- Walter Lohmann (1861–1947), Jurist und nationalliberaler Politiker
- August Nebe-Pflugstädt (1828–1902), Preußischer Staatsrat, Kronanwalt, Kronrat und Unterstaatssekretär
- Carl Neinhaus (1888–1965), Präsident des Landtags von Baden-Württemberg
- Hans Nockemann (1903–1941), Jurist und SS-Führer
- Otto Nollau (1862–1922), Oberbürgermeister von Remscheid
- George Rudolf Peterßen (1826–1903), Senatspräsident am Reichsgericht
- Rudolph Pfefferkorn (1826–1883), Jurist und Kommunalpolitiker
- Friedrich Philippi (1853–1930), Archivar, Direktor des Staatsarchivs Münster
- Karl Ludwig von Plehwe (1834–1920), Kanzler im Königreich Preußen
- Ernst Ferdinand Plump (1839–1900), Bremer Senator
- Christian Roth (1873–1934), Politiker
- Wilhelm Ruer (1848–1932), Jurist und Dichter
- Max Saelmans (1876–1954), Bürgermeister von Dinslaken
- Karl Schönstedt (1833–1924), preußischer Justizminister
- Paul Siller (1866–1950), Beamter und Reichskommissar
- Cornelius Balduin Trimborn (1824–1889), Jurist und Mitglied des Deutschen Reichstags, Gründungsmitglied
- Gustav Wendt (1848–1933), Lehrer und Politiker, MdR
- Kurt Winkhaus (1898–1970), Generalrichter der Luftwaffe
- Wilhelm Julius Reinhold Winzer (1834–1919), preußischer Beamter, Regierungspräsident in Arnsberg
- Robert Zelle (1829–1901), Oberbürgermeister von Berlin

### Kirche
- Gustav Friedrich Bauer (1881–1968), Pfarrer und Historiker
- Wilhelm Jannasch (1888–1966), Pastor und Hochschullehrer
- Heinrich Kockelke (1856–1934), Pfarrer und Präses der Provinzialsynode der Ev. Kirche in Westfalen
- Gustav Lohmann (1876–1967), Pfarrer und Kirchenlieddichter
- Albert Schmidt (1893–1945), evangelischer Theologe, Reichstagsabgeordneter
- Julius Thikötter (1832–1913), evangelischer Theologe und Schriftsteller
- Friedrich Wilhelm Thümmel (1856–1928), evangelischer Theologe
- Julius Smend (1857–1930), evangelischer Theologe

### Wissenschaft
- Jürgen Aschoff (1913–1998), Verhaltensphysiologe, Mitbegründer der Chronobiologie
- Ludwig Aschoff (1866–1942), Pathologe
- Heinrich Averdunk (1840–1927), Lehrer
- Dietrich Barfurth (1849–1927), Mediziner, Anatom, Mathematiker und zweimaliger Rektor der Universität Rostock
- Wilhelm von Bippen (1844–1923), Historiker, Staatsarchivar in Bremen
- Franz Boas (1858–1942), Ethnologe, Ethnosoziologe
- Artur Buchenau (1879–1946), Philosoph
- Richard Wilhelm Dove (1833–1907), Kirchenrechtslehrer
- Friedrich Edding (1909–2002), Bildungsökonom
- Georg Erler (1905–1981), Rechtswissenschaftler und Hochschullehrer
- August Götte (1901–1983), Mineraloge und Hochschullehrer
- Alfred Holder (1840–1916), Philologe, Handschriftenforscher und Bibliothekar
- Christian Hünemörder (1937–2012), Wissenschaftshistoriker
- Felix Klingemann (1863–1944), Chemiker
- Walther Löhlein (1882–1954), Ophthalmologe
- Karl Lohmann (1898–1978), Biochemiker
- Günther Möhlmann (1910–1984), Historiker und Archivar
- Paul Natorp (1854–1924), Philosoph und Pädagoge
- Carl Noeggerath (1876–1952), Pädiater und Hochschullehrer
- Ludwig Nohl (1831–1885), Musikwissenschaftler
- Otto Oppermann (1873–1946), Historiker
- Hermann Reuter (1880–1970), Bibliothekar und Mundartforscher
- Franz Richarz (1860–1920), Physiker
- Rudolf Ritschl (1902–1982), Physiker
- Frank Rochussen (1873–1955), Chemiker
- Heinrich Schrohe (1864–1939), Gymnasiallehrer, Lokalhistoriker, Ehrenbürger von Mainz
- Theodor Spieker (1823–1913), Mathematiklehrer
- Peter Spohr (1828–1921), Berufsoffizier und Schriftsteller
- Adolf Vogeler (1858–1935), Philologe, Pädagoge und Schriftsteller
- Richard Wachsmuth (1840–1910), Philologe und Pädagoge
- August Wilmanns (1833–1917), Bibliothekar

### Kultur
- Bernhard Abeken (1826–1901), Schriftsteller, Politiker
- Max Abraham (1831–1900), Musikverleger
- Carl von Binzer (1824–1902), Schriftsteller und Maler
- Georg Günther (1845–1923), Lehrer und Schriftsteller
- Wilhelm Hellmuth-Bräm (1827–1889), Schweizer Sänger (Bass) und Schauspieler
- Gustav Schliemann (1841–1873), Schauspieler
- Johannes Trojan (1837–1915), Schriftsteller (Ehrenmitglied)

### Wirtschaft
- Joachim Caesar (1901–1974), Agrarwissenschaftler, SS-Führer, Leiter der Landwirtschaftsbetriebe im KZ Auschwitz
- Feodor Goecke (1836–1907), Generalbevollmächtigter der Rheinischen Stahlwerke und Mitglied des Preußischen Abgeordnetenhauses
- Ernst Habermas (1891–1972), Unternehmer
- Hermann Seippel (1884–1937), Unternehmer, Kommunalpolitiker
- Rudolf Stahl (Industrieller) (1884–1946), Jurist und Industrieller
- Heinrich Vielhaber (1868–1940), Jurist und Industriemanager

### Medizin
- Ernst Altstaedt (1885–1953), Internist
- Julius Grober (1875–1971), Internist
- Kurt Klare (1885–1954), Mediziner und Hochschullehrer
- Otto Wilhelm Madelung (1846–1926), Chirurg
- Georg Clemens Perthes (1869–1927), Chirurg und Röntgenologe
- Erich Püschel (1904–1991), Kinderarzt und Medizinhistoriker
- Friedrich Daniel von Recklinghausen (1833–1910), Pathologe
- Oskar Max Sigismund Schultze (1859–1920), Anatom
- Robert Hermann Tillmanns (1844–1927), Chirurg
- Rudolf Weise (†nach 1961), Mediziner und ärztlicher Standespolitiker